# Butia yatay
Butia yatay là loài thực vật có hoa thuộc họ Arecaceae. Loài này được (Mart.) Becc. mô tả khoa học đầu tiên năm 1916.

## Hình ảnh

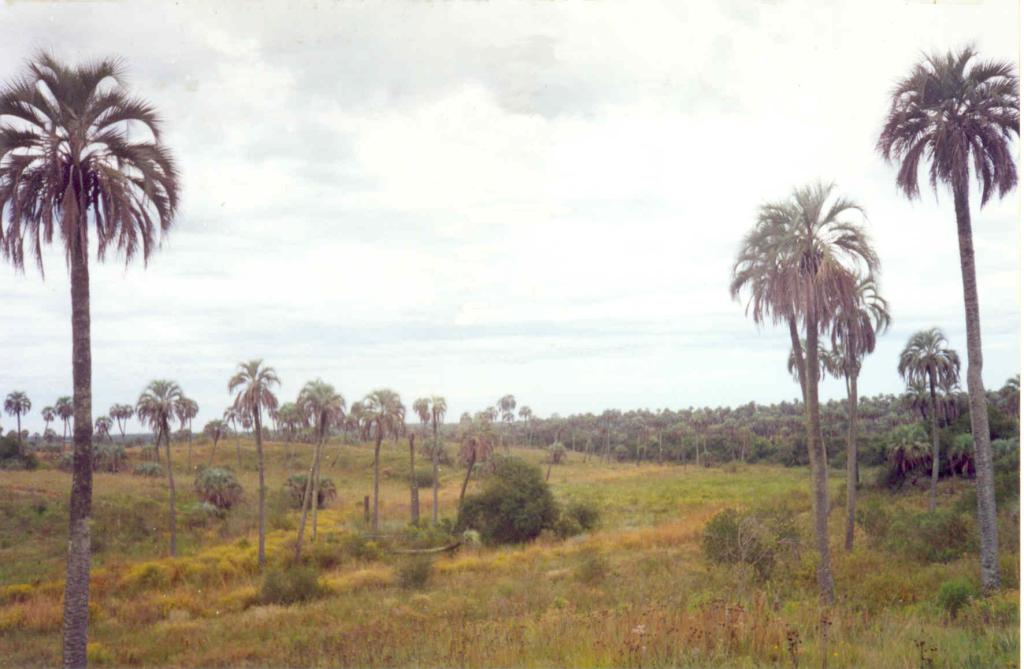
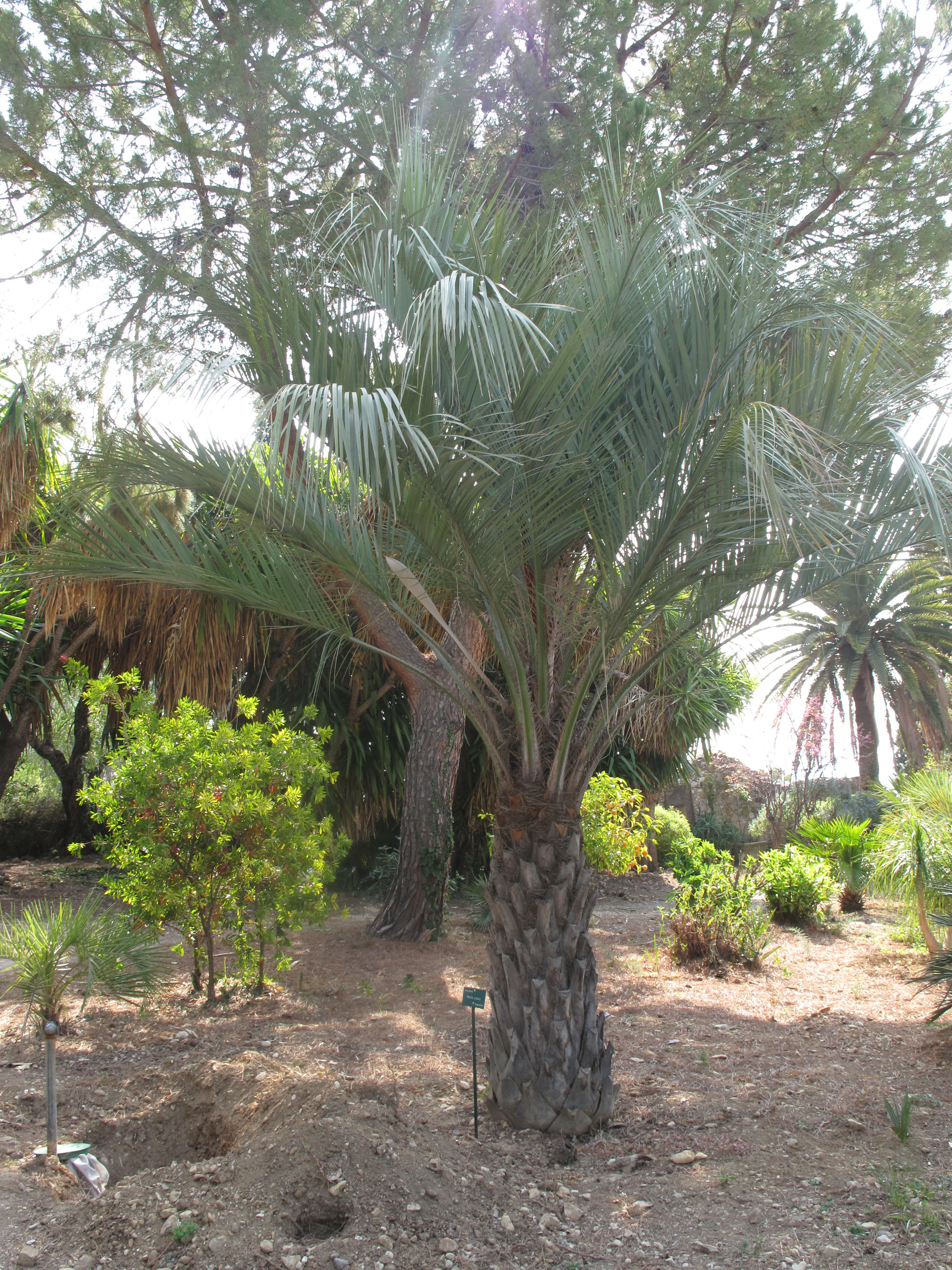
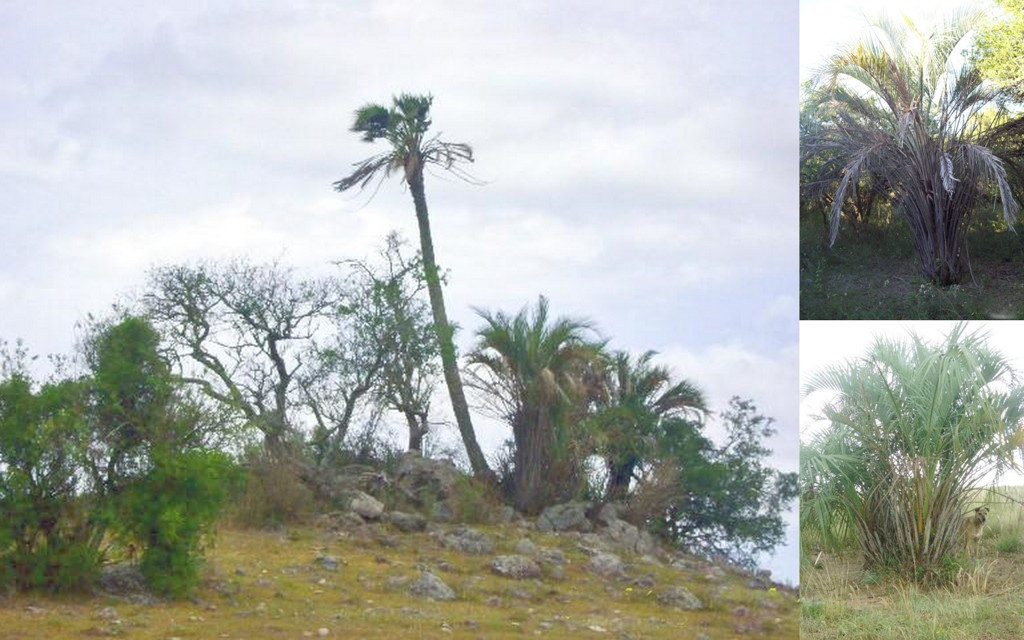